# خاراشکنیان
خاراشکنیان (نام علمی: Saxifragaceae) تیره‌ای از خاراشکن‌سانان علفی همیشه‌سبز یا خزان‌دار با ۳۰ سرده و ۵۸۰ گونه که به طور گسترده در نواحی سرد و معتدل شمالی و به‌ویژه در مناطق صخره‌ای می‌رویند و برگ‌های آن‌ها قاعده‌ای و ساده و گل‌هایشان دارای تقارن شعاعی است و کاسه و جام مجزا با پنج کاسبرگ و پنج گلبرگ دارند.